# Подорож до Фа-ре-мі-до
«Подорож до Фа-мі-ре-до» (угор. Utazás Faremidóba) — утопічний сатирико-фантастичний роман угорського письменника Фрідьєша Карінті. Написана як подальша пригода Лемюеля Гуллівера з «Подорожі Гуллівера», розповідає історію пілота періоду Першої світової війни, який зазнає аварії на планеті неорганічних істот. Їх ідеальне суспільство контрастує з сучасним світом людей.

## Сюжет
Роман описує пригоди пілота, який збивається з курсу й потрапляє у світ, населений розумними істотами, які складаються з неорганічних матеріалів (таким чином, мають зовнішню схожість з роботами). Ці істоти допомагають головному герою бачити красу їх світу, а також допомагають йому повернутися додому. Заключні глави пояснюють, що ці істоти не тільки знають таємниці природи, але і є таємницею самої природи — вони персоніфікована природа.

## Мова та назва
Термін «Фа-мі-ре-до» має чітке пояснення: мешканці Фа-міре-до використовують мову, яка складається виключно з музичних звуків (таким чином, їх мова є гармонійною в буквальному сенсі цього слова). Кожне слово транслітується в романі за допомогою складів сольфеджо: послідовності складів До, Ре, Mi, Фа, Со, Ля, Сі. Наприклад: «со-ля-сі», «Міре-до», «Фа-мі-ре-до» і т. п (Така мова була створена раніше: Див. Сольресоль). Насправді всі слова повинні бути проінтоновані замість вимовлення. Таким чином, у цьому світі використовується музична мова. Головний герой зазначає, що їх мова є мудрою (за значенням) і красивою (як музика), таким чином думка і почуття розмиті, щоб бути однаковими для цих істот.

## Пов'язані товори
«Казохінія» (написана Шандором Сатмарі) — ще один приклад утопічно-сатиричної літератури, яка протиставляє сучасний світ (в даному випадку суспільство до Другої світової війни) з вигаданим раєм. Основна тема роману дуже подібна: природа, спорідненість людства з нею; раціональність проти емоцій; розумні істоти як частина космічного порядку.
«Подорож до Фа-мі-ре-до» має роман-продовження «Капілярія»: обидва романи написані одним й тим же автором, вони розповідають про подальші мандрівки Гуллівера.

## Видання угорською мовою
- Karinthy, Frigyes (1916). Utazás Faremidóba; Gulliver ötödik útja (угор.). Budapest: Athenaeum.
- Karinthy, Frigyes (1921). Capillária (угор.) (вид. first).
- Karinthy, Frigyes (1957). Utazás Faremidóba. Capillária (угор.). Budapest: Szépirodalmi Könyvkiadó.
- Karinthy, Frigyes (1965). Voyage to Faremido. Capillaria. Introduced and translated by Paul Tabori. Budapest: Corvina Press.